# Maesa ambigua
Maesa ambigua är en viveväxtart som beskrevs av Cheng Yih Wu och C. Chen. Maesa ambigua ingår i släktet Maesa och familjen viveväxter. Inga underarter finns listade i Catalogue of Life.